# Ptychosperma macarthurii
Ptychosperma macarthurii är en enhjärtbladig växtart som först beskrevs av Hermann Wendland och Harry James Veitch, och fick sitt nu gällande namn av Hermann Wendland och Joseph Dalton Hooker. Ptychosperma macarthurii ingår i släktet Ptychosperma och familjen Arecaceae. Inga underarter finns listade i Catalogue of Life.

## Bildgalleri

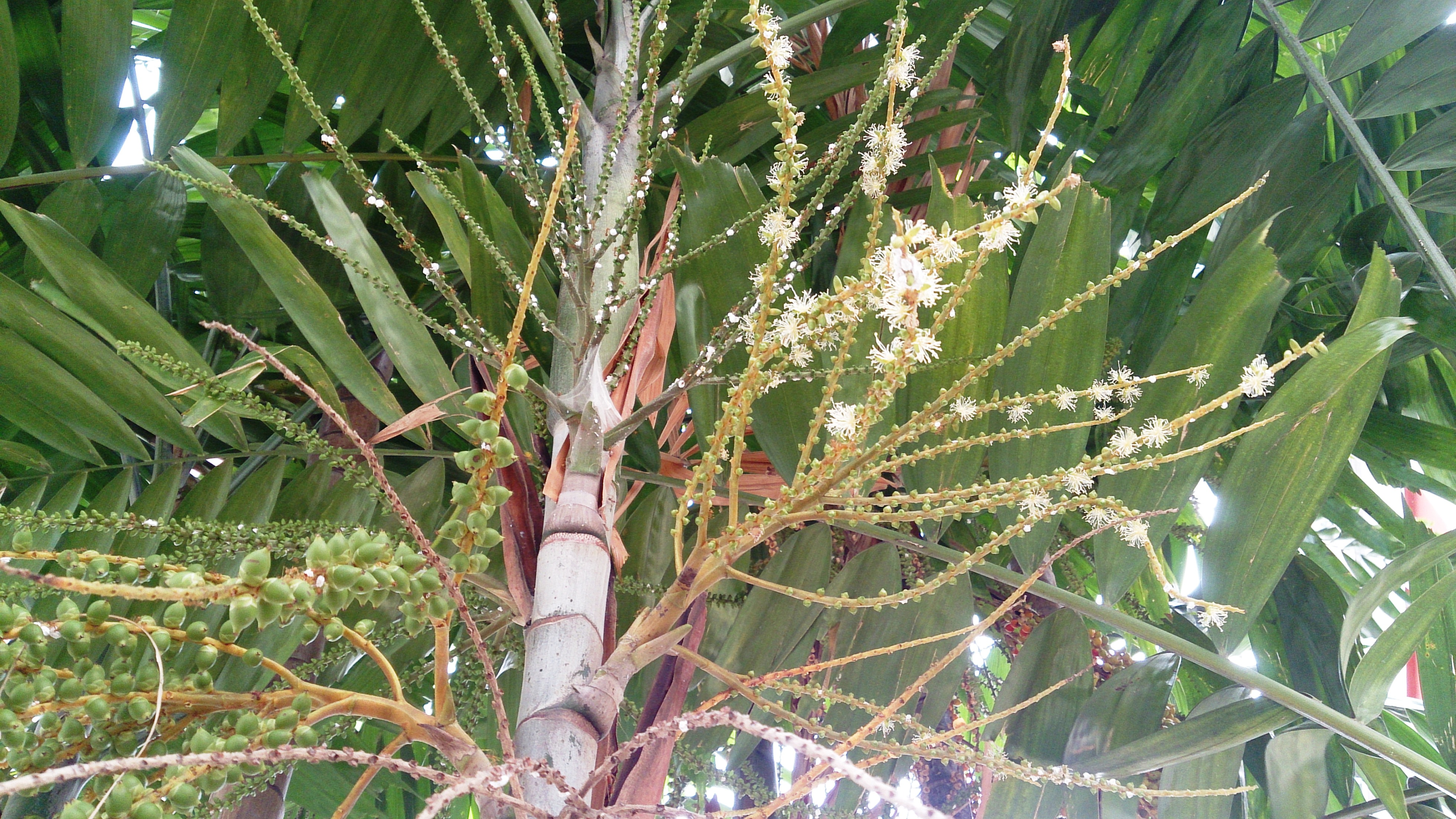
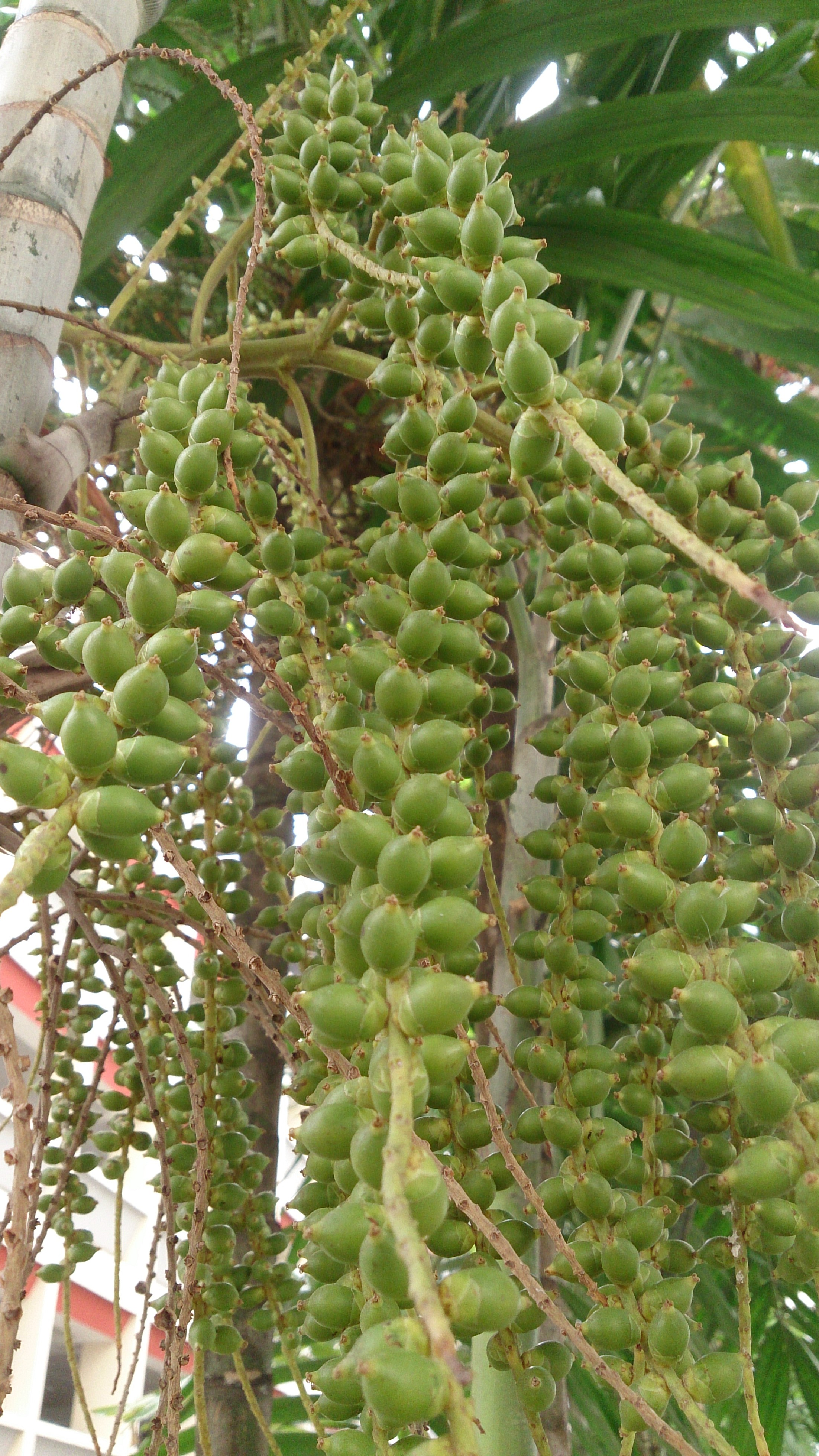
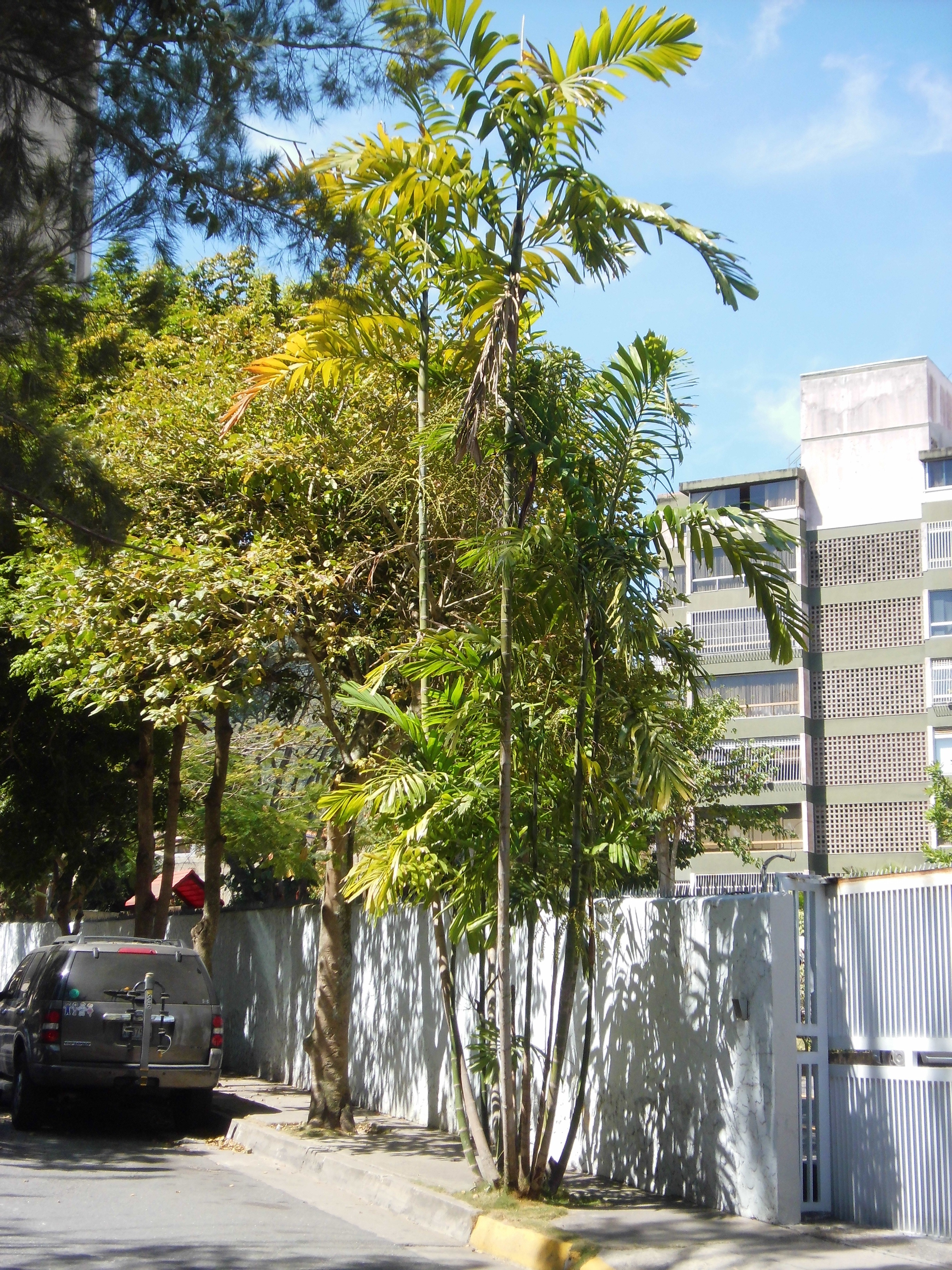
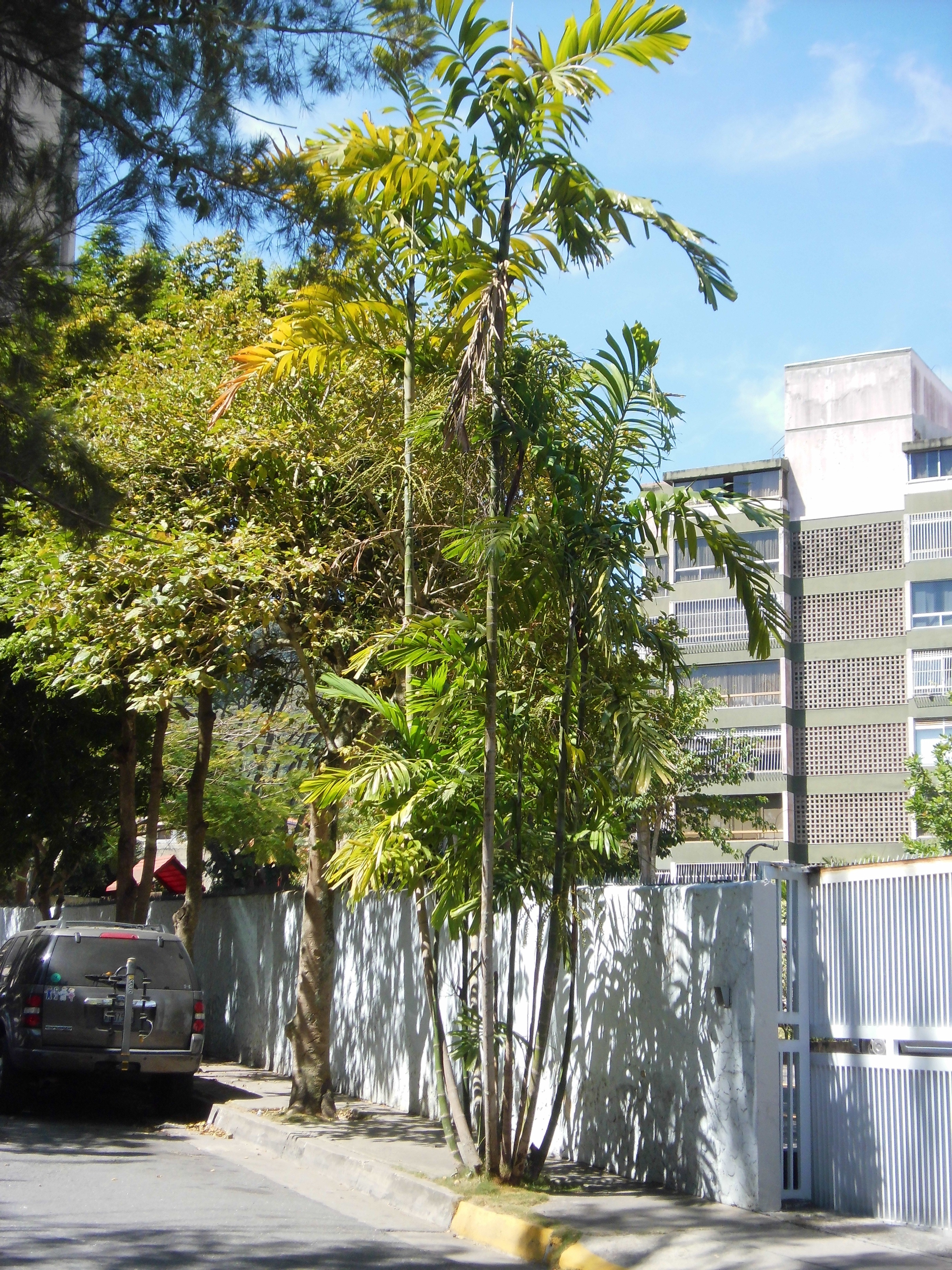
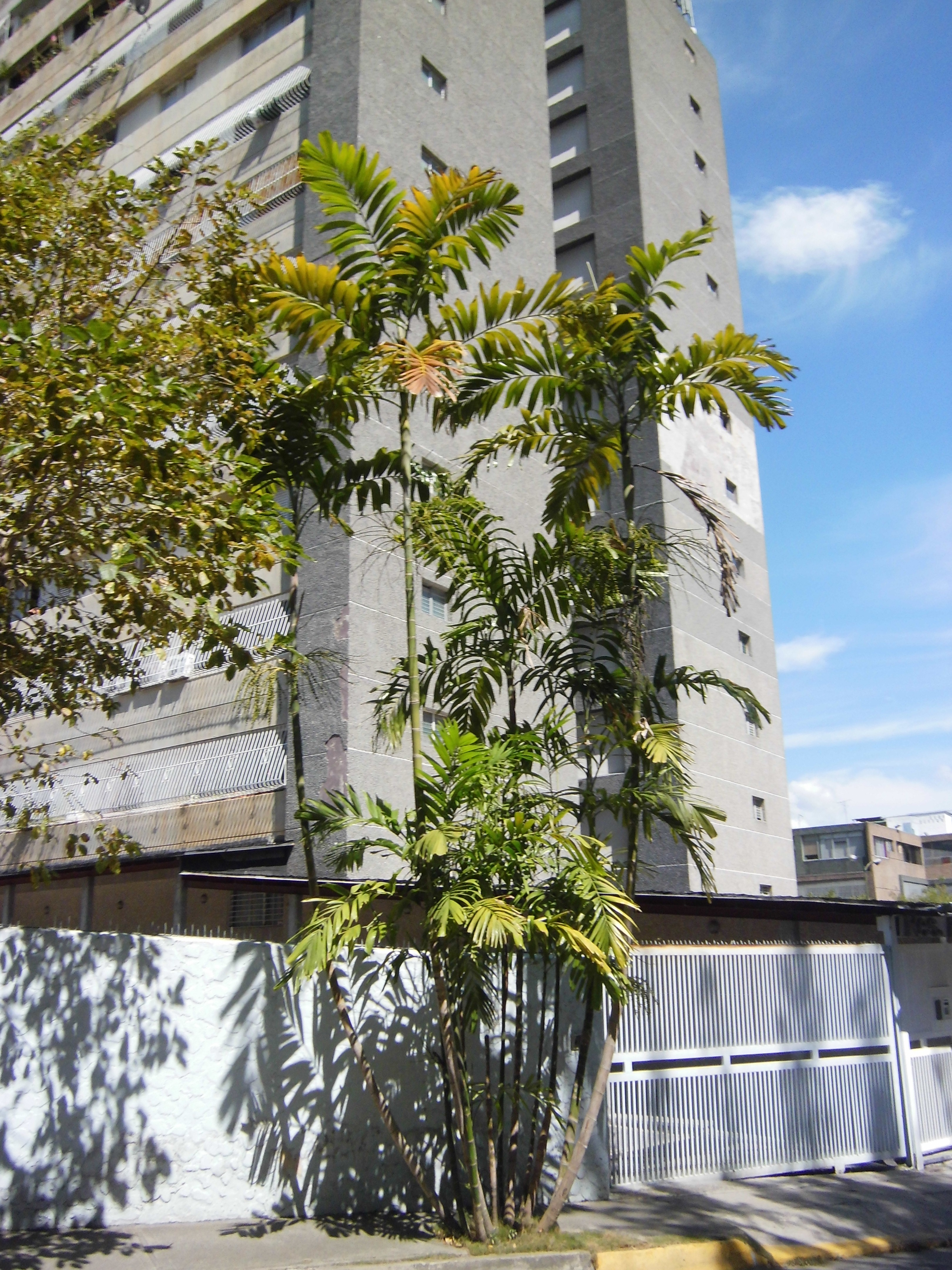
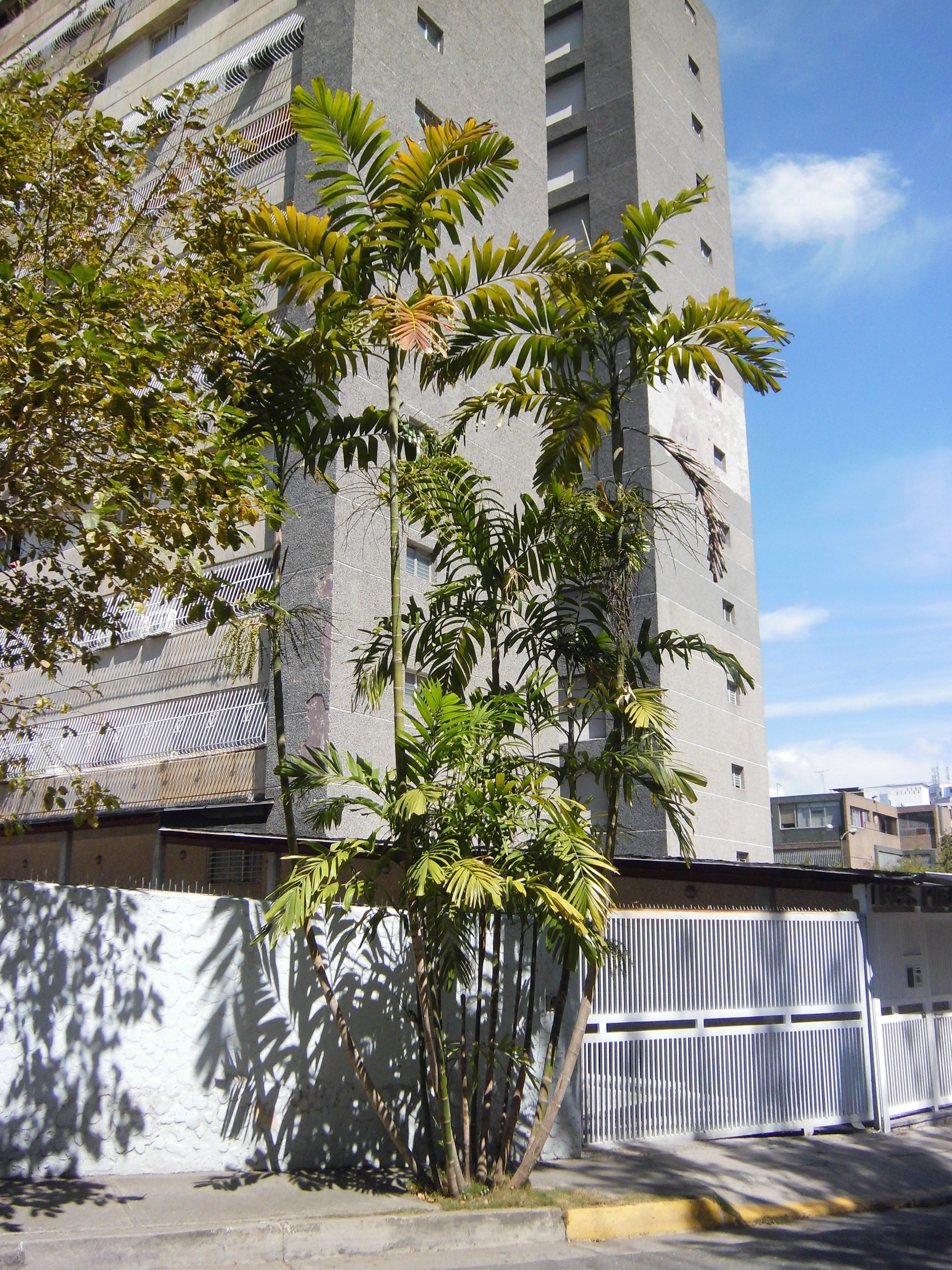